# Zatom Nowy
Zatom Nowy (prononciation : [ˈzatɔm ˈnɔvɨ]) est un village polonais de la gmina de Międzychód dans le powiat de Międzychód de la voïvodie de Grande-Pologne dans le centre-ouest de la Pologne.
Il se situe à environ 9 kilomètres au nord-est de Międzychód (siège de la gmina et du powiat), et à 70 kilomètres au nord-ouest de Poznań (capitale de la Grande-Pologne).

## Histoire
De 1975 à 1998, le village faisait partie du territoire de la voïvodie de Gorzów.

Depuis 1999, Zatom Nowy est situé dans la voïvodie de Grande-Pologne.
Le village possède une population de 101 habitants en 2009.